# Juncus oxycarpus
Juncus oxycarpus är en tågväxtart som beskrevs av Ernst Meyer och Carl Sigismund Kunth. Juncus oxycarpus ingår i släktet tåg, och familjen tågväxter. IUCN kategoriserar arten globalt som livskraftig. Inga underarter finns listade i Catalogue of Life.